# I-181 (tàu ngầm Nhật)
I-181 (nguyên là Tàu ngầm số 159 và I-81) là một tàu ngầm tuần dương  Lớp Kaidai thuộc phân lớp Kaidai VII, nhập biên chế cùng Hải quân Đế quốc Nhật Bản vào năm 1943. Nó đã hoạt động trong Chiến tranh Thế giới thứ hai, thực hiện hai chuyến tuần tra tại các vùng biển Australia, quần đảo Solomon cũng như tại khu vực Papua New Guinea, cho đến khi bị các xuồng phóng lôi PT boat Hoa Kỳ đánh chìm tại Papua New Guinea vào ngày 21 tháng 1, 1944.

## Thiết kế và chế tạo

### Thiết kế
Phân lớp tàu ngầm Kaidai VII là phiên bản tàu ngầm tấn công tầm trung được phát triển dựa trên phân lớp Kaidai VI. Chúng có trọng lượng choán nước 1.862 tấn (1.833 tấn Anh) khi nổi và 2.648 tấn (2.606 tấn Anh) khi lặn, lườn tàu có chiều dài 105,5 m (346 ft 2 in), mạn tàu rộng 8,25 m (27 ft 1 in) và mớn nước sâu 4,6 m (15 ft 1 in). Con tàu có thể lặn sâu 80 m (262 ft) và có một thủy thủ đoàn đầy đủ bao gồm 86 sĩ quan và thủy thủ.
Chiếc tàu ngầm trang bị hai động cơ diesel Kampon Mk.1A Model 8 hai thì công suất 4.000 mã lực phanh (2.983 kW), mỗi chiếc vận hành một trục chân vịt. Khi lặn, mỗi trục được vận hành bởi một động cơ điện 900 mã lực (671 kW).Con tàu có thể đạt tốc độ tối đa 23 hải lý trên giờ (43 km/h; 26 mph) khi nổi và 8 hải lý trên giờ (15 km/h; 9,2 mph) khi lặn. Khi Kaidai VII di chuyển trên mặt nước nó đạt tầm xa hoạt động 8.000 hải lý (15.000 km; 9.200 mi) ở tốc độ 16 hải lý trên giờ (30 km/h; 18 mph), và có thể lặn xa 50 nmi (93 km; 58 mi) ở tốc độ 5 hải lý trên giờ (9,3 km/h; 5,8 mph).
Lớp Kaidai VII có sáu ống phóng ngư lôi 53,3 cm (21,0 in), tất cả đều được bố trí trước mũi, và mang tổng cộng 12 ngư lôi. Vũ khi trên boong tàu thoạt tiên dự định bao gồm hai khẩu pháo phòng không 25 mm (1,0 in) Kiểu 96 nòng đôi, nhưng sau đó một hải pháo 12 cm (4,7 in) chống hạm thay chỗ cho một khẩu đội 25mm.

### Chế tạo
Được đặt hàng trong khuôn khổ Chương trình Vũ trang Hải quân Bổ sung thứ tư năm 1939, nhưng nó chỉ được đặt lườn như Tàu ngầm số 159 tại Xưởng vũ khí Hải quân Kure ở Kure, Hiroshima vào ngày 11 tháng 11, 1941. Sau đó con tàu được đổi tên thành I-81 trước khi được hạ thủy vào ngày 2 tháng 5, 1942, và phối thuộc cùng Quân khu Hải quân Kure, rồi lại được đổi tên thành I-181 vào ngày 20 tháng 5, 1942. Nó hoàn tất và nhập biên chế cùng Hải quân Đế quốc Nhật Bản vào ngày 24 tháng 5, 1943.

## Lịch sử hoạt động

### 1943
Vào lúc nhập biên chế, I-181 được phối thuộc cùng Quân khu Hải quân Sasebo. Nó được điều về Hải đội Tàu ngầm 11, trực thuộc Đệ Nhất hạm đội, một bộ phận của Hạm đội Liên hợp, vào ngày 24 tháng 5, 1943. Đến ngày 20 tháng 8, nó được điều về Đội tàu ngầm 22 thuộc Hải đội Tàu ngầm 3, trực thuộc Đệ Lục hạm đội, một bộ phận của Hạm đội Liên hợp. Nó rời Kure vào ngày 25 tháng 8 để hướng sang căn cứ Truk thuộc quần đảo Caroline, đến nơi vào ngày 1 tháng 9.

#### Chuyến tuần tra thứ nhất
I-181 khởi hành từ Truk vào ngày 7 tháng 9 cho chuyến tuần tra đầu tiên tại khu vực Espiritu Santo thuộc quần đảo New Hebrides. Trong thời gian đó Hải đội Tàu ngầm 3 được giải thể vào ngày 15 tháng 9, và Đội tàu ngầm 22 được điều động trực thuộc Đệ Lục hạm đội. I-181 chuyển đến khu vực quần đảo Solomon để tuần tra khu vực ngoài khơi mũi Esperance ở cực Tây Bắc đảo Guadalcanal. Không tìm thấy tàu bè đối phương, đến ngày 30 tháng 9, nó được lệnh chuyển sang tuần tra eo biển Torres giữa Papua New Guinea và lục địa Australia, đến nơi vào ngày 2 tháng 10. Nó đã hai lần tấn công một đoàn tàu vận tải Đồng Minh vào ngày 14 tháng 10, nhưng không có kết quả. Nó kết thúc chuyến tuần tra và quay trở về Truk vào ngày 20 tháng 10.

#### Chuyến tuần tra thứ hai
I-181 khởi hành từ Truk cho chuyến tuần tra thứ hai từ ngày 11 tháng 11, hoạt động tại khu vực đảo Bougainville thuộc quần đảo Solomon. Lúc đang trên đường đi, vào ngày 12 tháng 11, nó được điều về Đệ Bát hạm đội, một bộ phận của Hạm đội Khu vực Đông Nam. Trận chiến mũi St. George nổ ra giữa các tàu khu trục Nhật Bản và Hoa Kỳ ở địa điểm 50 nmi (93 km) về phía Đông đảo New Ireland vào ngày 25 tháng 11. Khi trận chiến kết thúc vào ngày hôm sau, I-181 đã và cứu vớt 21 người sống sót từ tàu khu trục Yūgiri, vốn đã bị các chiếc USS Charles Ausburne, USS Claxton và USS Dyson đánh chìm. Tàu ngầm chị em I-177 đã cứu vớt thêm 278 người khác từ Yūgiri. I-181 kết thúc chuyến tuần tra và quay về căn cứ Rabaul trên đảo New Britain thuộc quần đảo Bismarck vào ngày 29 tháng 11.

#### Chiến dịch New Guinea
Từ Rabaul, I-181 bắt đầu thực hiện các chuyến đi tiếp liệu hỗ trợ cho lực lượng Nhật Bản đồn trú dọc bờ biển phía Bắc Papua New Guinea, trong khuôn khổ Chiến dịch New Guinea. Nó rời Rabaul vào ngày 7 tháng 12 cho chuyến đi tiếp liệu đầu tiên đến Sio, New Guinea cùng 44 tấn tiếp liệu, chủ yếu là đạn dược. Khi đi đến Sio vào ngày 9 tháng 12, nó bị máy bay Đồng Minh tấn công với 15 quả mìn sâu được thả xuống; I-181 đã lặn khẩn cấp và né tránh được. Nó chất dỡ hàng tiếp liệu và quay trở về Rabaul vào ngày 11 tháng 12.
Trong chuyến đi tiếp liệu thứ hai bắt đầu từ ngày 14 tháng 12, I-181 đi đến Buka hai ngày sau đó, chất dỡ hàng hóa và lên đường ngay trong ngày cho chuyến quay trở về, về đến Rabaul vào ngày 18 tháng 12. Chiếc tàu ngầm lại khởi hành vào ngày 21 tháng 12 cho chuyến đi tiếp liệu thứ ba, nhưng tại Buka vào ngày hôm sau, nó không thể chất dỡ hàng, và buộc phải quay trở về Rabaul vào ngày 24 tháng 12.

### 1944
I-181 khởi hành từ Rabaul vào ngày 28 tháng 12 cho chuyến đi tiếp liệu thứ tư đến Sio. Sau khi chất dỡ hàng tiếp liệu, nó được lệnh tuần tra vùng biển phía Bắc đảo Choiseul thuộc quần đảo Solomon để đánh chặn một lực lượng đặc nhiệm Hoa Kỳ. Không tìm thấy tàu bè đối phương, trên đường quay trở lại Rabaul, nó trồi lên mặt nước tại eo biển St. George's vào ngày 3 tháng 1, 1944, và đã cứu vớt phi công Ace Gregory "Pappy" Boyington thuộc Thủy quân Lục chiến Hoa Kỳ, vốn bị bắn rơi tám giờ trước đó trong một đợt không kích xuống Rabaul. I-181 về đến Rabaul hai giờ sau đó. Sau Thế Chiến II, Boyington kể lại ông được đối xử tốt nhất như một tù binh chiến tranh là trong giai đoạn bên trên chiếc I-181.
Vào ngày 6 tháng 1, 1944, I-181 bắt đầu chuyến đi tiếp vận thứ năm. Nó chất dỡ hàng tiếp liệu tại Buka vào ngày hôm sau rồi lên đường quay trở lại Rabaul, đến nơi vào ngày 9 tháng 1. Với tư lệnh Đội tàu ngầm 22 cùng ban tham mưu trên tàu, I-181 lại khởi hành từ Rabaul vào ngày 13 tháng 1 cho chuyến đi tiếp vận thứ sáu, cùng với tàu ngầm Ro-104 hướng sang Gali, New Guinea. Sau đó I-181 hoàn toàn mất tích.

#### Bị mất
Hoàn cảnh I-181 bị mất vẫn chưa được xác định chắc chắn. Lực lượng Nhật Bản trú đóng tại Gali báo cáo nghe thấy một trận chiến tại eo biển Vitiaz ngoài khơi Gali vào chiều tối ngày 16 tháng 1, khi I-181 đối đầu với tàu khu trục và xuồng phóng lôi PT boat Hoa Kỳ, khiến I-181 trúng mìn sâu và đắm với tổn thất nhân mạng toàn bộ. Một tấm ảnh được công bố rộng rãi, cho rằng xác tàu đắm của I-181 mắc cạn tại bờ biển Kelanoa Harbour, New Guinea; nhưng thực ra trong bức ảnh chỉ là một thùng tiếp liệu được kéo đi, bị các xuồng PT boat phá hủy trước đó vào ngày 24 tháng 12, 1943. Một số nguồn cho rằng I-181 bị máy bay hải quân Hoa Kỳ đánh chìm tại eo biển St. George's giữa New Ireland và New Britain vào ngày 16 tháng 1.
Lúc 23 giờ 00 ngày 18 tháng 1, xuồng PT boat PT-143 phát hiện một mục tiêu qua radar dọc bờ biển phía Nam New Britain, ở khoảng cách 27 nmi (50 km). Sau khi rút ngắn khoảng cách còn trong bối cảnh tầm nhìn kém, nó nhận định mục tiêu là một tàu ngầm lớp I-61. Bị phát hiện, chiếc tàu ngầm lặn xuống né tránh, và PT-143 thả hai quả mìn sâu tấn công, nghe thấy một vụ nổ thứ ba nhưng không thấy chứng cứ đã gây hư hại cho mục tiêu. Nó tiếp tục tìm kiếm trong phạm vi 5 nmi (9,3 km) quanh vị trí ban đầu cho đến 03 giờ 00 ngày 19 tháng 1.
Lúc 03 giờ 01 phút ngày 19 tháng 1, đang khi tuần tra cách bờ biển New Guinea 3 nmi (5,6 km), các xuồng PT boat PT-329, PT-362 và PT-364 phát hiện mục tiêu qua radar nên tiếp cận để trinh sát, nhìn thấy một tàu ngầm lớn với sàn phẳng và không có hải pháo trên sàn tàu. Khi các xuồng PT boat tiếp cận đến khoảng cách 4.500 yd (4,1 km), mục tiêu lặn xuống ẩn nấp. Các xuồng PT boat lại phát hiện mục tiêu qua radar lúc 06 giờ 06 phút, và mục tiêu lại lặn xuống ở khoảng cách 2,75 nmi (5,09 km). PT-364 thả một quả mìn sâu cách 4 hải lý (7,4 km; 4,6 mi) về phía Bắc và một quả nữa cách 3 hải lý (5,6 km; 3,5 mi) về phía Bắc nhằm tìm cách hướng chiếc tàu ngầm về phía PT-329 và PT-364 đang chờ đợi sẵn, nhưng họ sau đó mất dấu mục tiêu.
Vào ngày 1 tháng 3, 1944, Hải quân Đế quốc Nhật Bản công bố I-181 bị mất, với tổn thất nhân mạng toàn bộ 89 người trên tàu, tại khu vực Tây Nam New Guinea. Tên nó được cho rút khỏi danh sách đăng bạ hải quân vào ngày 30 tháng 4, 1944.